# Hapalorchis
Hapalorchis es un género de orquídeas de hábitos terrestres. Tiene ocho especies.

## Descripción
Por la vegetación, las especies de este género se parecen a los menores Cyclopogon, el género al que estuvieron subordinadas, el análisis cuidadoso de las flores muestran que son algo diferentes porque la base de los labios de las flores, a veces sésiles, no tiene las aurículas características de ese género, y la columna y rostelo son diferentes.
Son delicadas que rara vez alcanzan los diez cm de altura, con raíces carnosas, rizoma ascendente, pocas hojas, pecíoladas, formando rosetas, que están presentes durante la floración, las inflorescencias son muy delgadas, con hasta cuatro flores horizontales, de color blanco-verde, espaciadas, que también se asemejan a las de Cyclopogon. 

## Taxonomía
Fue descrita por Schlechter en Repertorium Specierum Novarum Regni Vegetabilis, Beihefte 6: 30, en 1919, caracterizado por   Hapalorchis cheirostyloides Schltr. Ahora se considera sinónimo de  Hapalorchis lineatus (Lindl.) Schltr. Descrito como Spiranthes lineata Lindl. En 1840. 

## Distribución y hábitat
Se compone de ocho especies terrestres, en ocasiones epífitas, existentes en los sombríos bosques y humedales, que viven en el humus, desde el nivel del mar hasta los 2500 metros. Se encuentran en la banda continua desde Argentina hasta el Estado de Rio Grande do Norte, la costa y la Serra do Mar, y en las laderas orientales de los Andes, de Bolivia y Venezuela, y también en las islas del Caribe y  América Central.

## Etimología
El nombre del género proviene del griego hapalo, delicada, y orchis  en referencia a las orquídeas.

## Especies deHapalorchis
A continuación se brinda un listado de las especies del género Hapalorchis aceptadas hasta mayo de 2011, ordenadas alfabéticamente. Para cada una se indica el nombre binomial seguido del autor, abreviado según las convenciones y usos y la publicación válida.
1. Hapalorchis cymbirostris Szlach., Orchidee (Hamburg), Suppl. 3: 29 (1996).
2. Hapalorchis lindleyanus Garay, Bot. Mus. Leafl. 26: 21 (1978).
3. Hapalorchis lineatus (Lindl.) Schltr., Beih. Bot. Centralbl. 37(2): 363 (1920).
4. Hapalorchis longirostris Schltr., Repert. Spec. Nov. Regni Veg. Beih. 7: 64 (1920).
5. Hapalorchis panduratus Szlach., Orchidee (Hamburg), Suppl. 3: 36 (1996).
6. Hapalorchis pumilus (C.Schweinf.) Garay, Opera Bot., B 9(225: 1): 246 (1978).
7. Hapalorchis stellaris Szlach., Orchidee (Hamburg), Suppl. 3: 33 (1996).
8. Hapalorchis trilobatus Schltr., Repert. Spec. Nov. Regni Veg. Beih. 7: 65 (1920).